# Последствия (фильм, 1977)
«Последствия» (нем. Die Konsequenz) — западногерманский фильм-драма режиссёра Вольфганга Петерсена, рассказывающий о любви заключённого-гомосексуала и сына тюремного надзирателя. Фильм, в главных ролях в котором снялись Юрген Прохнов и Эрнст Ханнавальд, вызвал острую реакцию в германском обществе, варьировавшуюся от запрета его показа на баварском телевидении до присуждения Прохнову приза за лучшую мужскую роль на Мюнхенском кинофестивале, а авторам сценария — бронзовой премии Адольфа Гримма.

## Сюжет
По сюжету чёрно-белого фильма, снятого по автобиографической книге швейцарского писателя Александра Циглера, Мартин Курат, 23-летний актёр, отбывает тюремное наказание за совращение несовершеннолетнего. Во время репетиций в тюремном театре он знакомится с 15-летним сыном надзирателя Томасом, который влюбляется в него. Когда Мартин выходит из тюрьмы, они пытаются начать совместную жизнь, но семья Томаса, при поддержке властей и одобрении общества, твёрдо намерена помешать этому и «излечить» юношу любой ценой. Томаса отправляют сначала в спецшколу для молодых людей с физическими и умственными отклонениями, а позже — в психиатрическую лечебницу. Томас в этой неравной борьбе оказывается сломлен, начинает пить и предпринимает попытку самоубийства. Из лечебницы ему удаётся бежать, но любовь уже не вернуть.

## Реакция
Острая тематика фильма, в котором героями обычной истории любви вопреки воле общества становятся двое мужчин, вызвала в Германии неоднозначную реакцию. Хотя «Последствия» были сняты по заказу национальной телевизионной компании ARD, один из её местных филиалов — Служба телерадиовещания Баварии — принял решение отказаться от трансляции этой ленты. В связи с этим кинообозреватель журнала Der Spiegel К. фон Умбах отметил, что это же отделение ARD на четыре года раньше отказалось транслировать ещё один фильм, в котором представители сексуального меньшинства были представлены в положительном свете — «Не гомосексуал извращён, а ситуация, в которой он живёт». Хотя фильм 1973 года, снятый Розой фон Праунхаймом, был намного более провокативен, чем картина Петерсена, последней не удалось избежать общественного скандала. Одной из причин неприятия фильма стали постельные сцены между двумя мужчинами — первые в прайм-тайме немецкого телевидения.
Тем не менее кинокритики сочли возможным отметить художественные качества самого фильма, не сосредотачиваясь исключительно на сопровождавшей его общественной реакции. Фабула картины получила невысокую оценку: режиссёра Вольфганга Петерсена и Александра Циглера, ставшего соавтором сценария, упрекали в недостатке художественной честности и мелодраматичности. Обозреватель Die Zeit Ганс Блюменберг, в целом отзываясь положительно о балансе сценария, тем не менее пишет о «грубой дидактичности» отрицательных персонажей. Критик New York Times Дженет Маслин называет некоторые эпизоды фильма подтасовкой, включая в их число сцену, в которой одноклассники пытаются навязать Томасу секс с прыщавой слабоумной девицей в толстых очках. По словам Маслин, как эта девица, так и внушающие отвращение родители Томаса должны наводить зрителя на мысль о том, что гетеросексуальность — самая ужасная судьба. Кроме того, Маслин отмечает, что исключительность и социальная изоляция гомосексуальных любовников излишне акцентируются — все вокруг как будто сговорились их преследовать, препоны в их жизни громоздятся одна за другой, и почти до самого конца фильма, когда Мартин приходит в гей-бар, ничто не указывает на то, что в Швейцарии и Западной Германии существуют какие-то ещё гомосексуалы.
В то же время техническую часть режиссуры, как и работу оператора, критики хвалят. Маслин отмечает неторопливое, плавное движение камеры в ходе любовной сцены между Мартином и Томасом в начале фильма и пишет, что эти нюансы съёмки, а также искренняя теплота актёров пронизывают черно-белую ленту на этом этапе «розовым светом». Киновед Кристина Хазе называет фильм реалистичным и строгим, а в нужных местах — безжалостно жёстким. Давая похожую оценку, фон Умбах всё же отмечает, что суть фильма — не бунт, а история любви, что даже постельные сцены в нём целомудренно прикрыты и вуайеристов лента оставит разочарованными. Положительные отзывы критиков коснулись в том числе и игры актёров — сыгравшего Мартина Юргена Прохнова, у которого это была уже четвёртая работа с Петерсеном, и Эрнста Ханнавальда («со скулами топ-модели и ангельски-невинной внешностью»), для которого роль Томаса стала первой в карьере и которому после неё стали предлагать новые роли в других фильмах.

## Награды и номинации
- 1978 — «Ботинок Чаплина» (приз за лучшую мужскую роль, Мюнхенский кинофестиваль) — Юрген Прохнов[6]
- 1978 — бронзовая премия Адольфа Гримма — Вольфганг Петерсен, Александр Циглер[4]
- 1978 — номинация на Гран-при, Международный кинофестиваль в Чикаго[6]